# Mike Hilton
Michael „Mike“ Hilton (geboren am 9. März 1994 in Fayetteville, Georgia) ist ein US-amerikanischer American-Football-Spieler auf der Position des Cornerbacks. Er spielte College Football für die University of Mississippi und steht seit 2025 bei den Miami Dolphins in der National Football League (NFL) unter Vertrag. Von 2016 bis 2020 spielte Hilton für die Pittsburgh Steelers, von 2021 bis 2024 bei den Cincinnati Bengals.

## College
Hilton besuchte die Sandy Creek High School in Tyrone, Georgia, und spielte erfolgreich in der dortigen Highschoolfootballmannschaft. Ab 2012 ging er auf die University of Mississippi, um College Football für die Ole Miss Rebels zu spielen. In der Saison 2012 gab er sein Debüt am zweiten Spieltag, er kam in zwölf Spielen zum Einsatz, davon viermal als Starter. Anschließend war Hilton drei Jahre lang Stammspieler bei den Rebels und gewann 2015 mit seinem Team den Sugar Bowl.

## NFL
Hilton wurde im NFL Draft 2016 nicht ausgewählt und anschließend als Undrafted Free Agent von den Jacksonville Jaguars unter Vertrag genommen. Bei den Jaguars schaffte er es nicht in den 53-Mann-Kader für die Regular Season und wurde am 29. August entlassen. Am 6. September 2016 nahmen die New England Patriots Hilton für ihren Practice Squad unter Vertrag, trennten sich aber bereits nach einer Woche wieder von ihm. Am 13. Dezember 2016 nahmen die Pittsburgh Steelers in ihren Practice Squad auf, nachdem er zuvor drei Monate lang kein Team gefunden hatte und sich bereits nach anderen Arbeitsgelegenheiten außerhalb von Football umgesehen hatte. Dank überzeugender Leistungen in der Vorbereitung auf die Saison 2017 konnte Hilton sich einen Platz im Kader der Steelers sichern und ging als Starter auf der Position des Nickelbacks in die Saison. Er wurde am 16. Spieltag als AFC Defensive Player of the Week ausgezeichnet, nachdem ihm gegen die Houston Texans drei Sacks gelungen waren. Hilton verhinderte in der Saison 2017 sechs Pässe, erzwang einen Fumble, fing zwei Interceptions und erzielte vier Sacks.
Auch in den folgenden Spielzeiten blieb Hilton Stammspieler auf der Position des Slot-Cornerbacks bei den Steelers. In der Saison 2018 verzeichnete er 57 Tackles, eine Interception und einen Sack. In der Spielzeit 2019 erzielte Hilton 65 Tackles sowie eine Interception und wehrte elf Pässe ab. Nach der Saison belegten die Steelers Hilton mit einem Second-Round Tender, den er im Juni 2021 unterschrieb. Damit erhielt er knapp 3,3 Millionen Dollar für die Saison 2020. In seiner vierten und letzten Saison für Pittsburgh verpasste Hilton wegen einer Schulterverletzung vier Partien und erzielte 51 Tackles, drei Sacks und drei Interceptions, darüber hinaus eroberte er zwei Fumbles. Beim 28:24-Sieg gegen die Indianapolis Colts am 16. Spieltag gelangen Hilton mit einer Interception und einem eroberten Fumble zwei Turnover zugunsten der Steelers, womit er wesentlich zum Sieg beitrug. Er wurde zum zweiten Mal als AFC Defensive Player of the Week geehrt. Hilton bestritt insgesamt 59 Spiele für die Steelers, davon 20 als Starter.
Im März 2021 einigte Hilton sich mit den Cincinnati Bengals auf einen Vierjahresvertrag im Wert von 24 Millionen US-Dollar. Am 12. Spieltag gelang Hilton gegen sein vorheriges Team, die Steelers, seine erste Interception im Trikot der Bengals. Er konnte beim 41:10-Sieg der Bengals einen Pass von Ben Roethlisberger abfangen und über 24 Yards zu einem Touchdown zurücktragen. Insgesamt gelangen Hilton in der Regular Season zwei Interceptions und 66 Tackles sowie ein erzwungener Fumble. Zudem konnte er in der Divisional Round der Play-offs beim Sieg gegen die Tennessee Titans einen Pass von Ryan Tannehill abfangen und damit seine erste Interception in der Postseason verbuchen. Hilton zog mit den Bengals in den Super Bowl LVI ein, den sie mit 20:23 gegen die Los Angeles Rams verloren. In der Saison 2022 kam Hilton in 14 Spielen der Regular Season zum Einsatz und fing eine Interception.
In den beiden folgenden Spielzeiten verpasste Hilton nur ein Regular-Season-Spiel, 23-mal lief er als Starter auf das Feld. Er verzeichnete drei Interceptions und 24 Tackles for Loss. Am 28. Juli 2025 wurde er von den Miami Dolphins unter Vertrag genommen.

### NFL-Statistiken
| Saison                             | Saison | Spiele | Spiele      | Tackles | Tackles | Tackles | Tackles | Interceptions | Interceptions | Interceptions | Interceptions | Interceptions | Fumbles | Fumbles | Fumbles |
| Jahr                               | Team   | Spiele | als Starter | Gesamt  | Solo    | Ast     | Sacks   | PD            | INT           | Yds           | Lng           | TD            | FF      | FR      | TD      |
| ---------------------------------- | ------ | ------ | ----------- | ------- | ------- | ------- | ------- | ------------- | ------------- | ------------- | ------------- | ------------- | ------- | ------- | ------- |
| 2017                               | PIT    | 16     | 4           | 64      | 48      | 16      | 4,0     | 6             | 2             | 45            | 26            | 0             | 1       | 0       | 0       |
| 2018                               | PIT    | 15     | 2           | 57      | 44      | 13      | 1,0     | 8             | 1             | 0             | 0             | 0             | 0       | 2       | 0       |
| 2019                               | PIT    | 16     | 8           | 65      | 52      | 13      | 1,5     | 11            | 1             | 1             | 1             | 0             | 1       | 1       | 0       |
| 2020                               | PIT    | 12     | 6           | 51      | 42      | 9       | 3,0     | 7             | 3             | 5             | 8             | 0             | 1       | 2       | 0       |
| 2021                               | CIN    | 17     | 9           | 66      | 48      | 18      | 0,0     | 5             | 2             | 59            | 35            | 1             | 1       | 0       | 0       |
| 2022                               | CIN    | 14     | 4           | 60      | 48      | 12      | 0,0     | 6             | 1             | 5             | 5             | 0             | 0       | 0       | 0       |
| 2023                               | CIN    | 17     | 13          | 84      | 64      | 20      | 2,0     | 8             | 2             | 16            | 16            | 0             | 0       | 0       | 0       |
| 2024                               | CIN    | 16     | 10          | 73      | 50      | 23      | 0,0     | 5             | 1             | 0             | 0             | 0             | 0       | 0       | 0       |
| Gesamt                             | Gesamt | 123    | 56          | 520     | 396     | 124     | 11,5    | 56            | 13            | 131           | 35            | 1             | 4       | 5       | 0       |
| Quelle: pro-football-reference.com |        |        |             |         |         |         |         |               |               |               |               |               |         |         |         |